# Skała Rzędowa
Skała Rzędowa – skała w Bzowie (dzielnica Zawiercia) w województwie śląskim na Wyżynie Częstochowskiej będącej częścią Wyżyny Krakowsko-Częstochowskiej. Wznosi się wśród pól po wschodniej stronie zabudowanego obszaru Bzowa. Jest to ostaniec wierzchowinowy będący jedną z kulminacji Góry Rzędowej. Jej szczyt zwieńczony jest żelaznym krzyżem. Dzięki temu, że znajduje się na wzniesieniu wśród pól uprawnych, z jej wierzchołka roztacza się szeroka panorama widokowa. W przewodniku wspinaczkowym G. Rettingera Skała Rzędowa opisana jest jako Góra Rzędowa. Jest popularnym obiektem wspinaczki skalnej. Pod skałą znajduje się miejsce parkingowe i wiata z ławkami.
Skała Rzędowa zbudowana jest z twardych wapieni skalistych. Ma wysokość 14 m, ściany pionowe lub połogie z rysami, kominami, filarami i zacięciami. Wspinaczkę skalną zaczęto na niej uprawiać już w latach 90. XX wieku, większość dróg poprowadzono dopiero w 2015 r. W 2020 r. są łącznie 34 drogi wspinaczkowe o trudności od IV+ do VI.5+ w skali Kurtyki oraz jeden projekt. Większość ma zamontowane stałe punkty asekuracyjne w postaci ringów i stanowisk zjazdowych. Przeważająca część dróg znajduje się w pełnym słońcu.

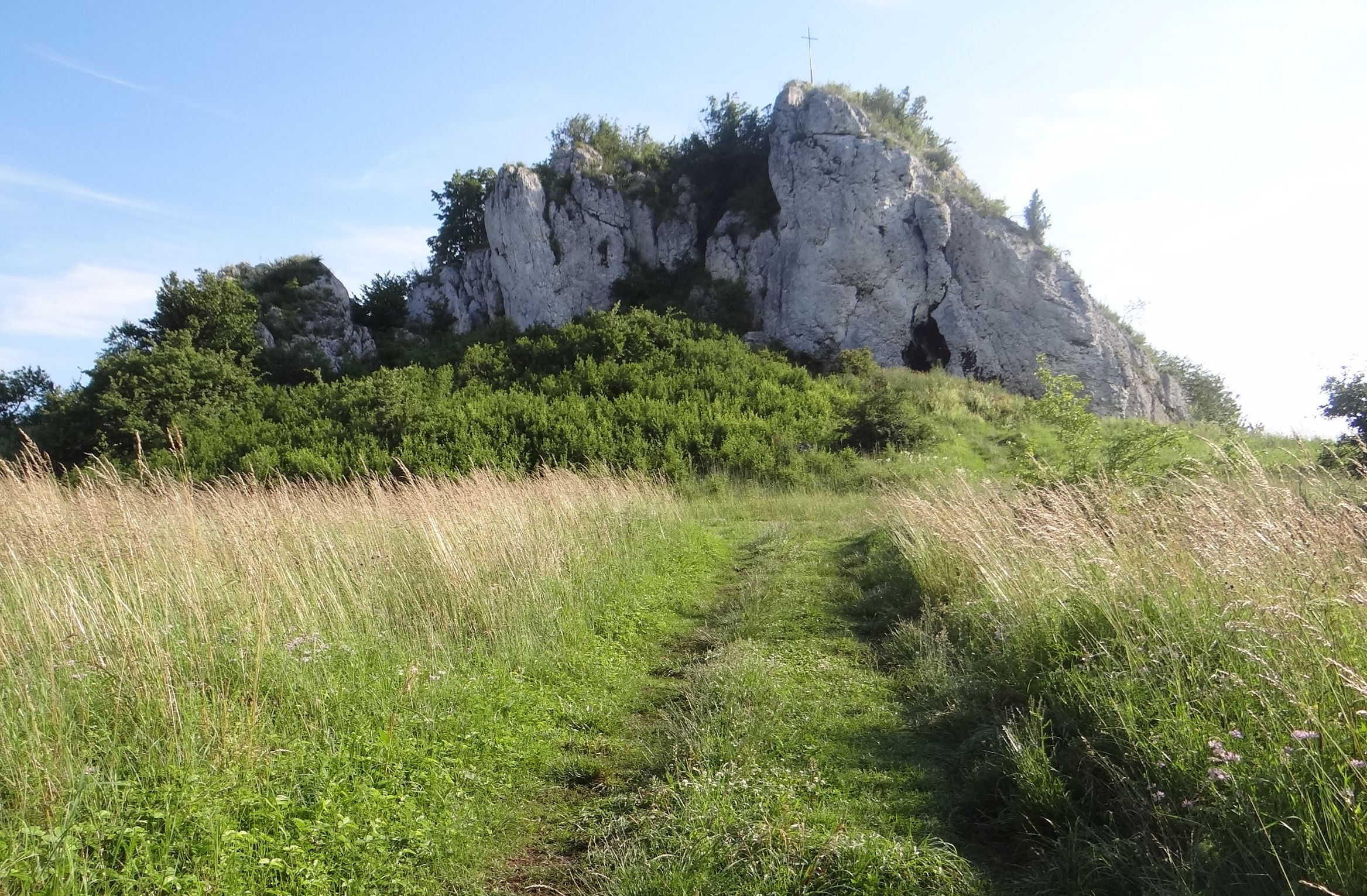
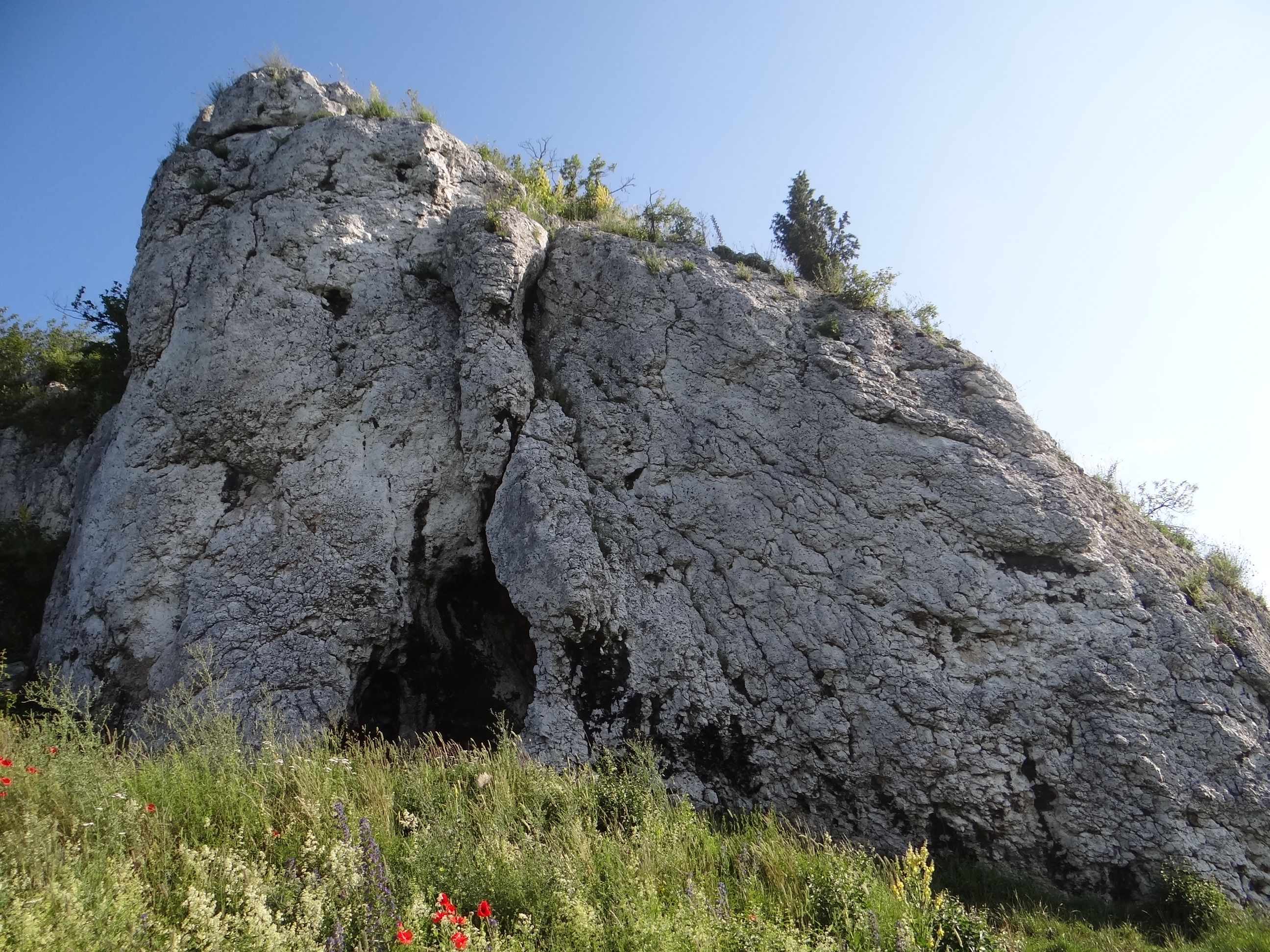
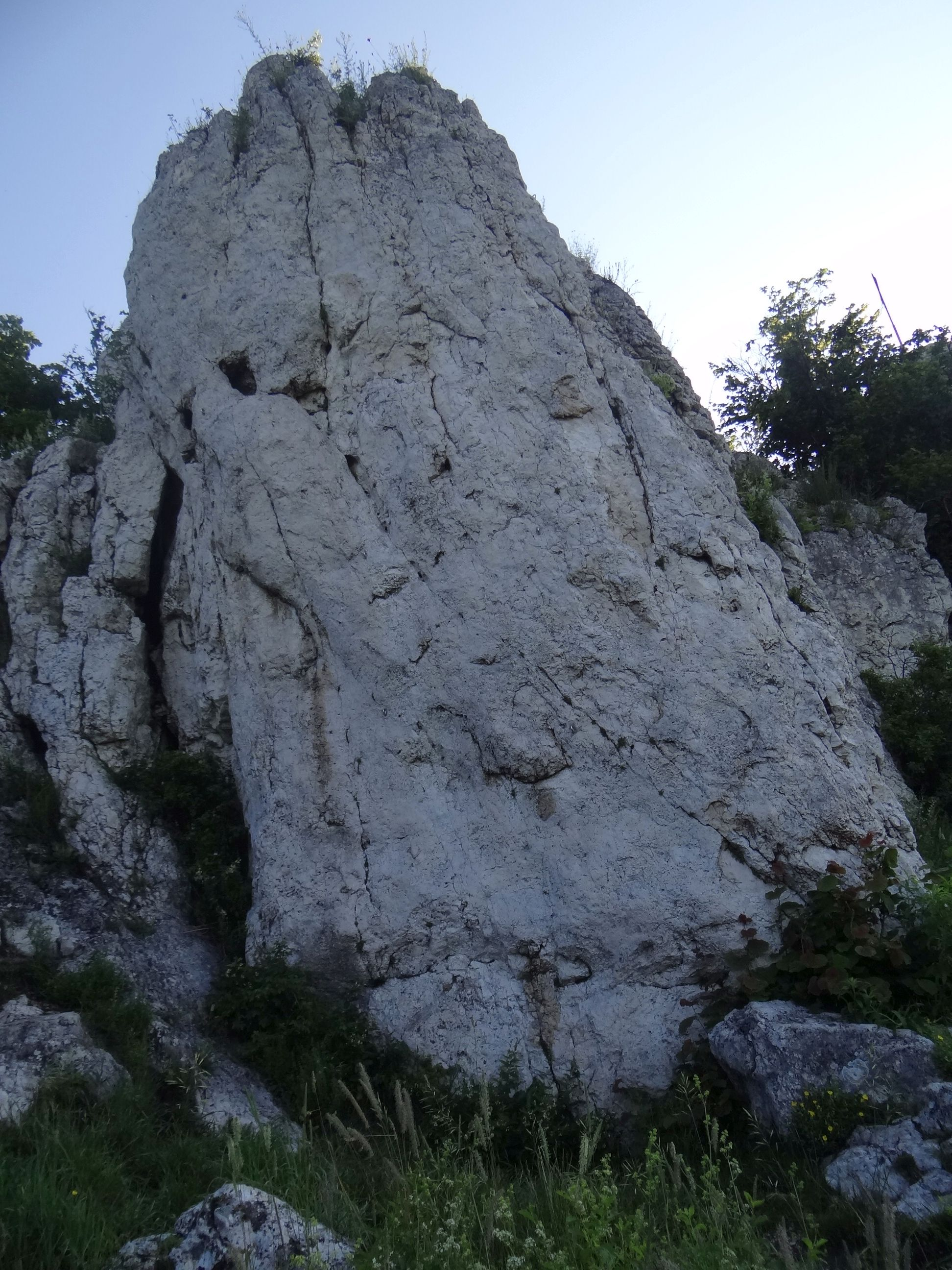
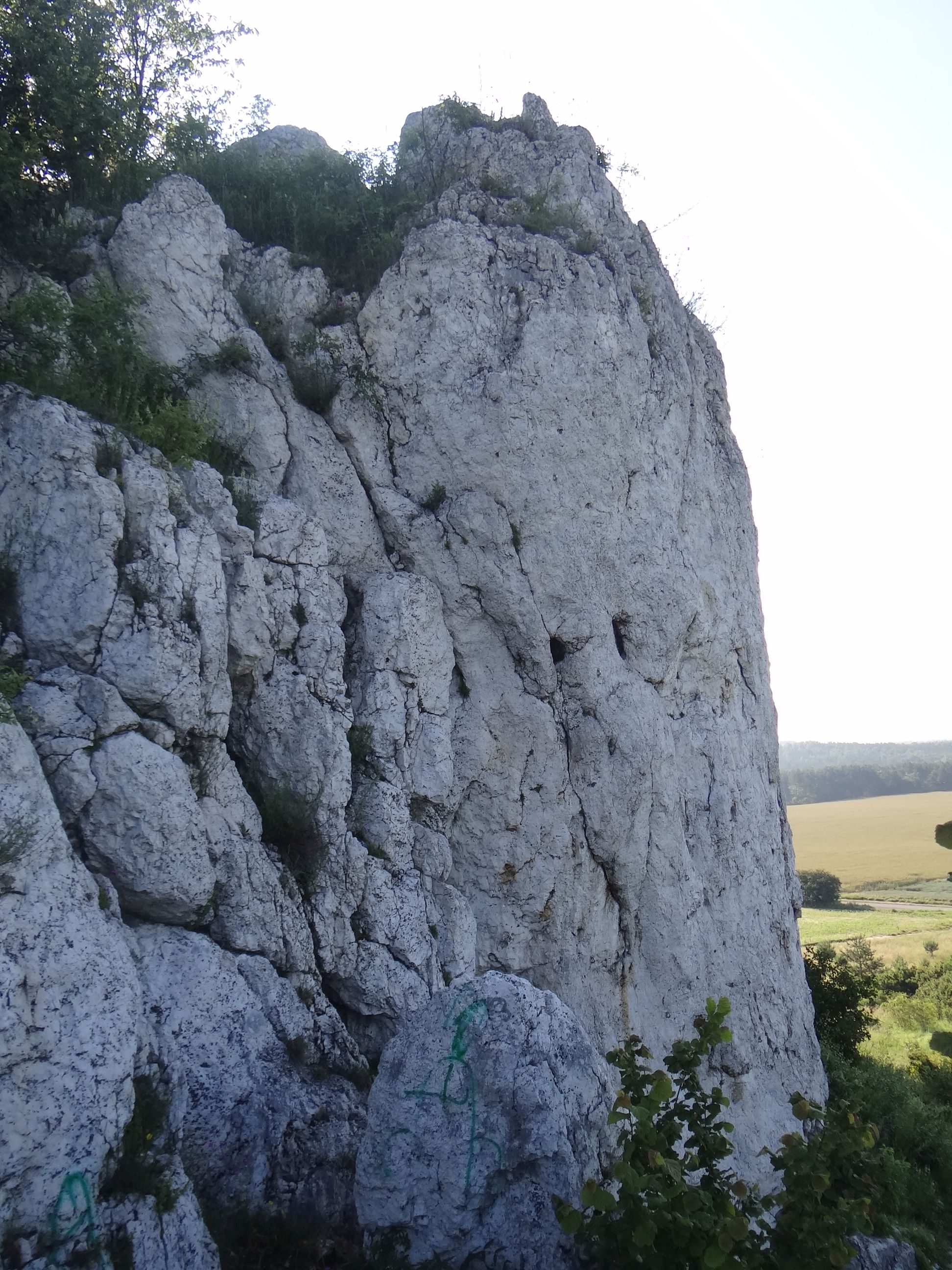
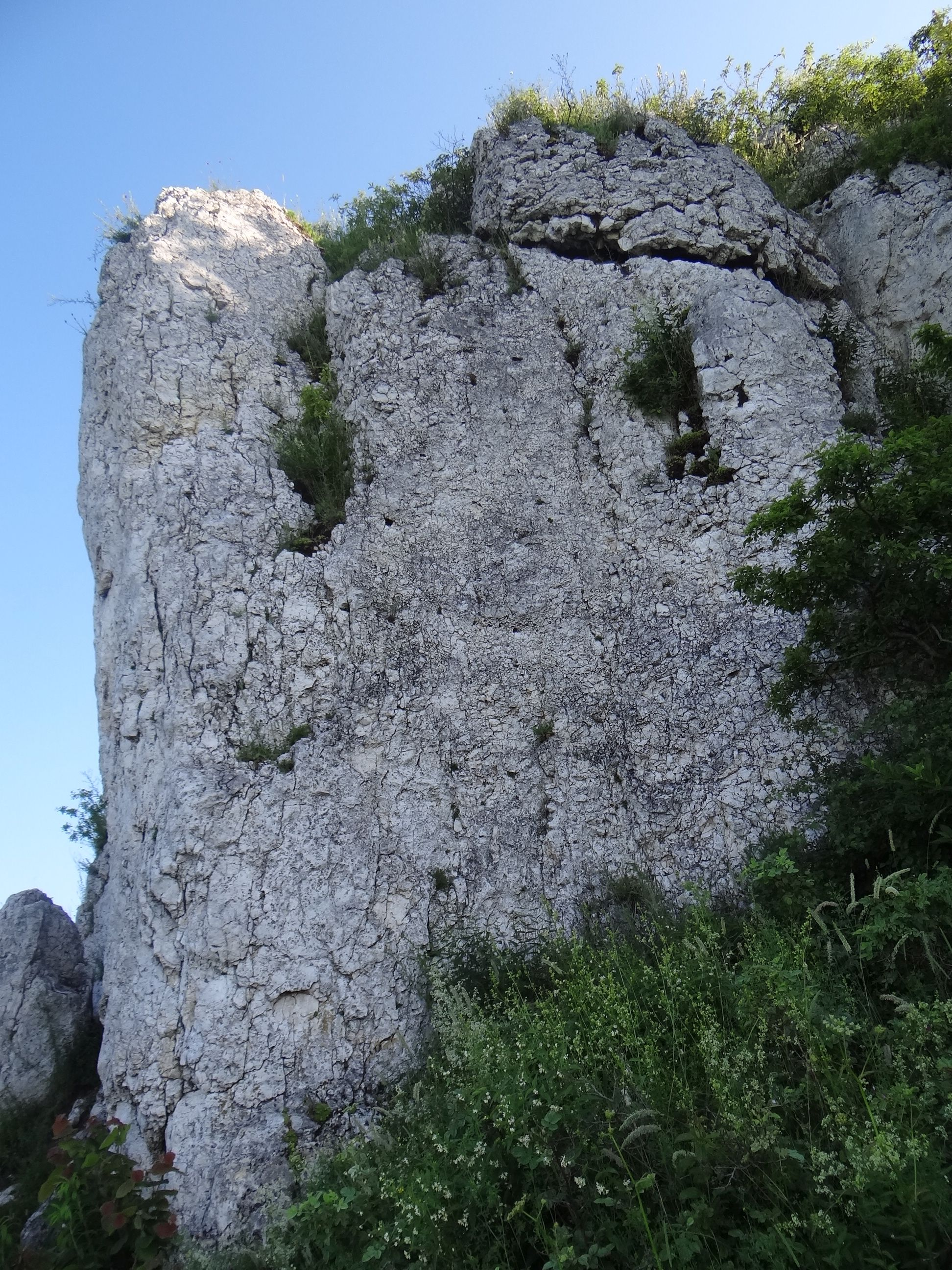
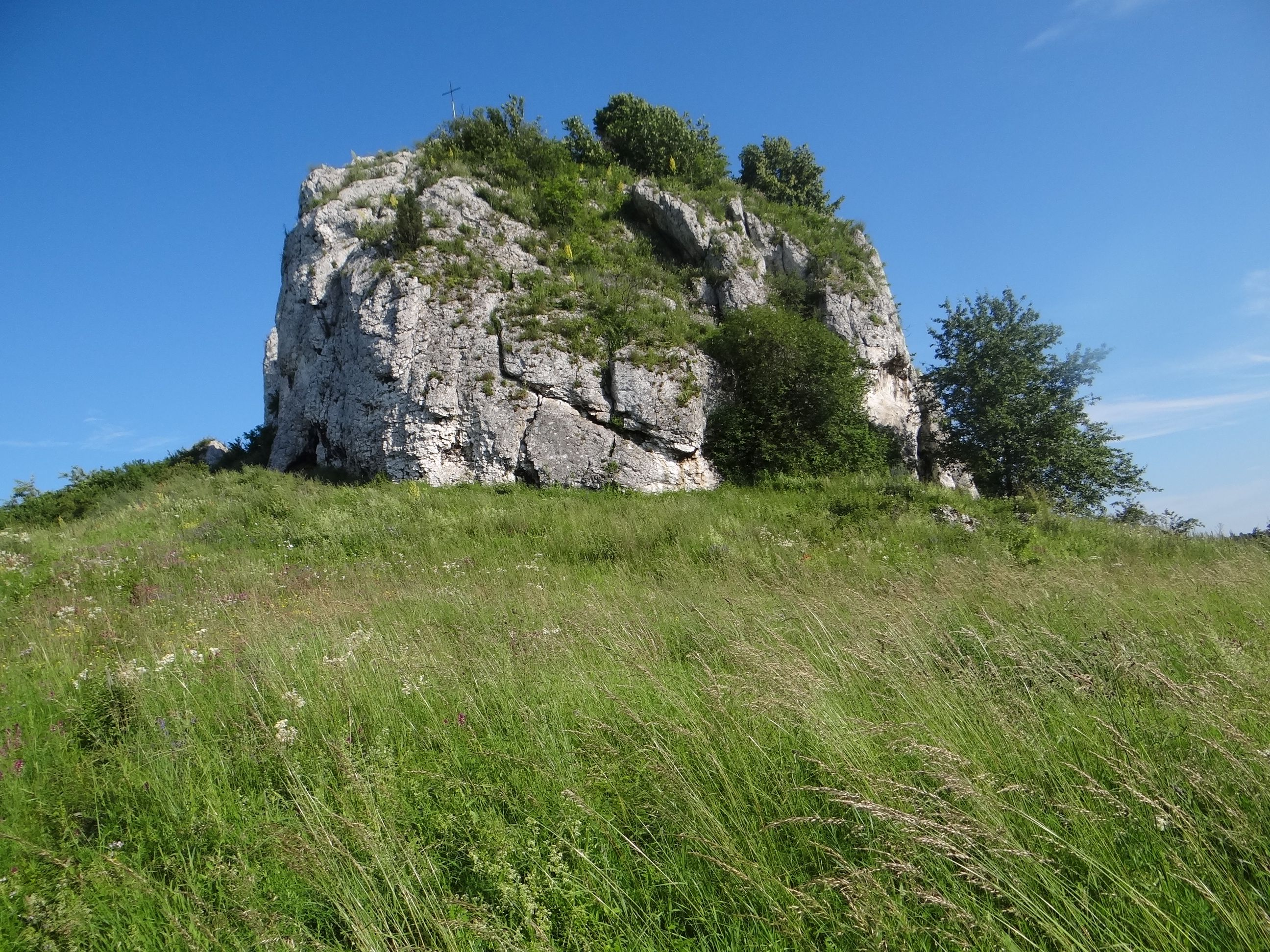
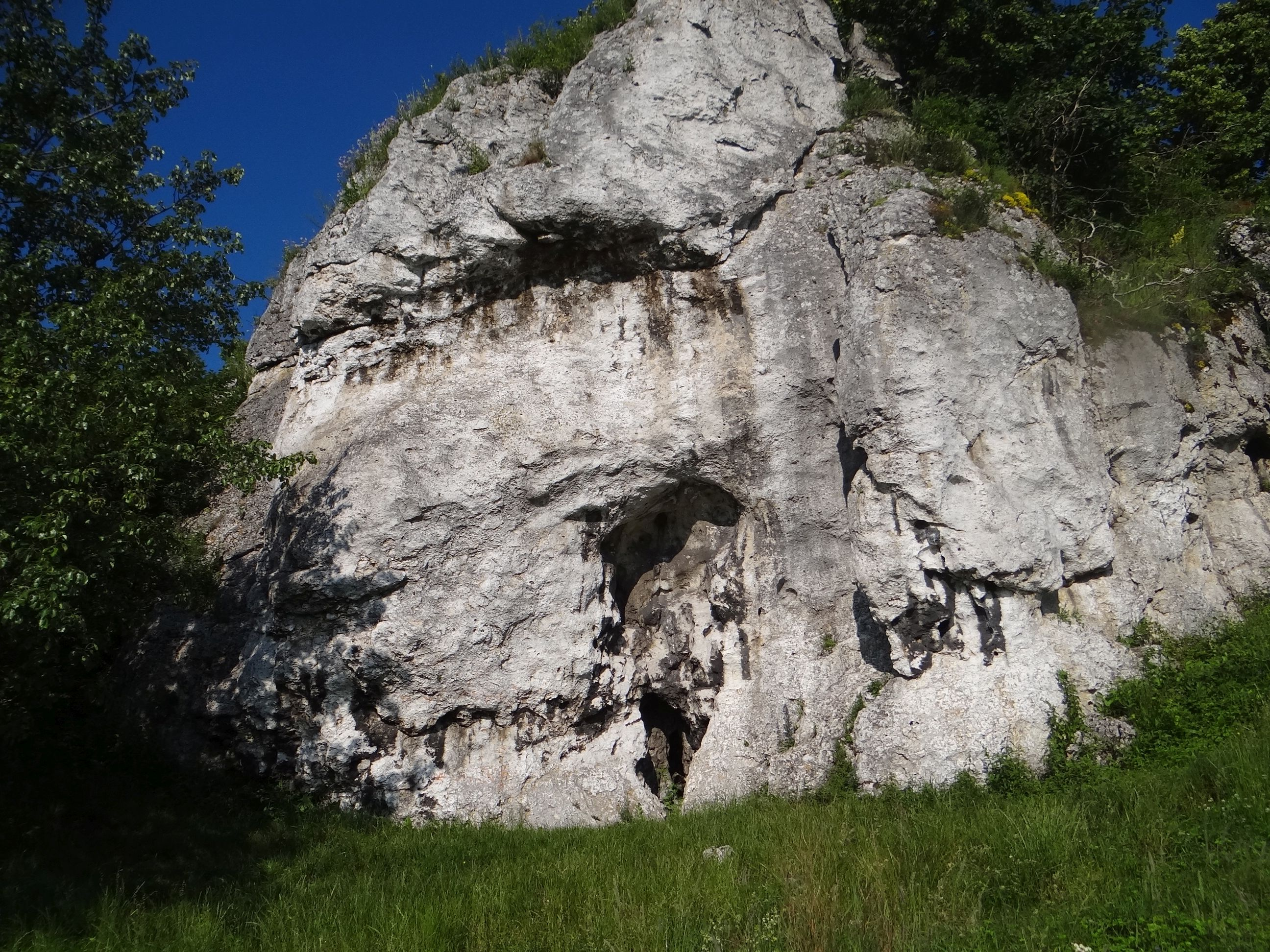
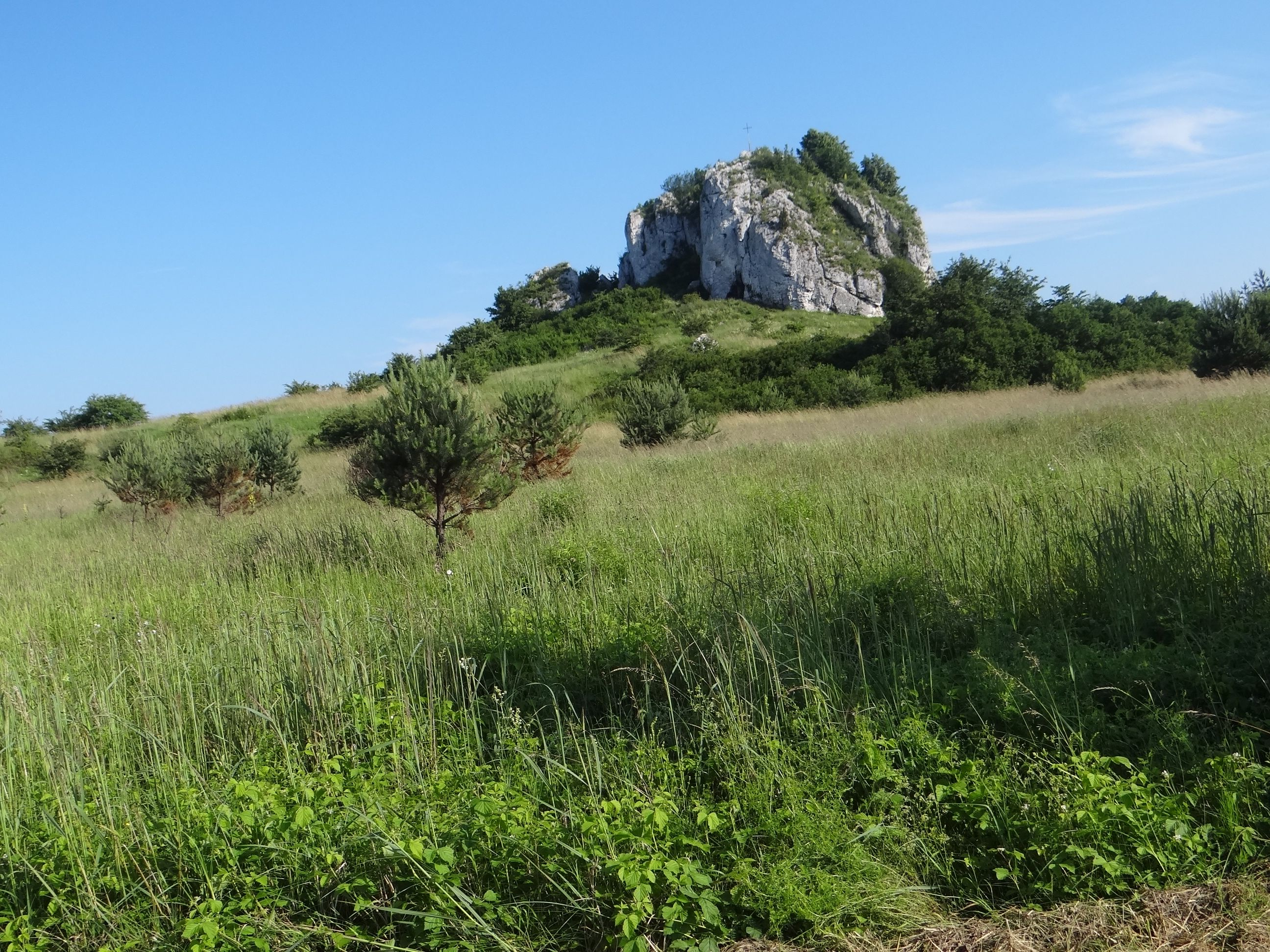
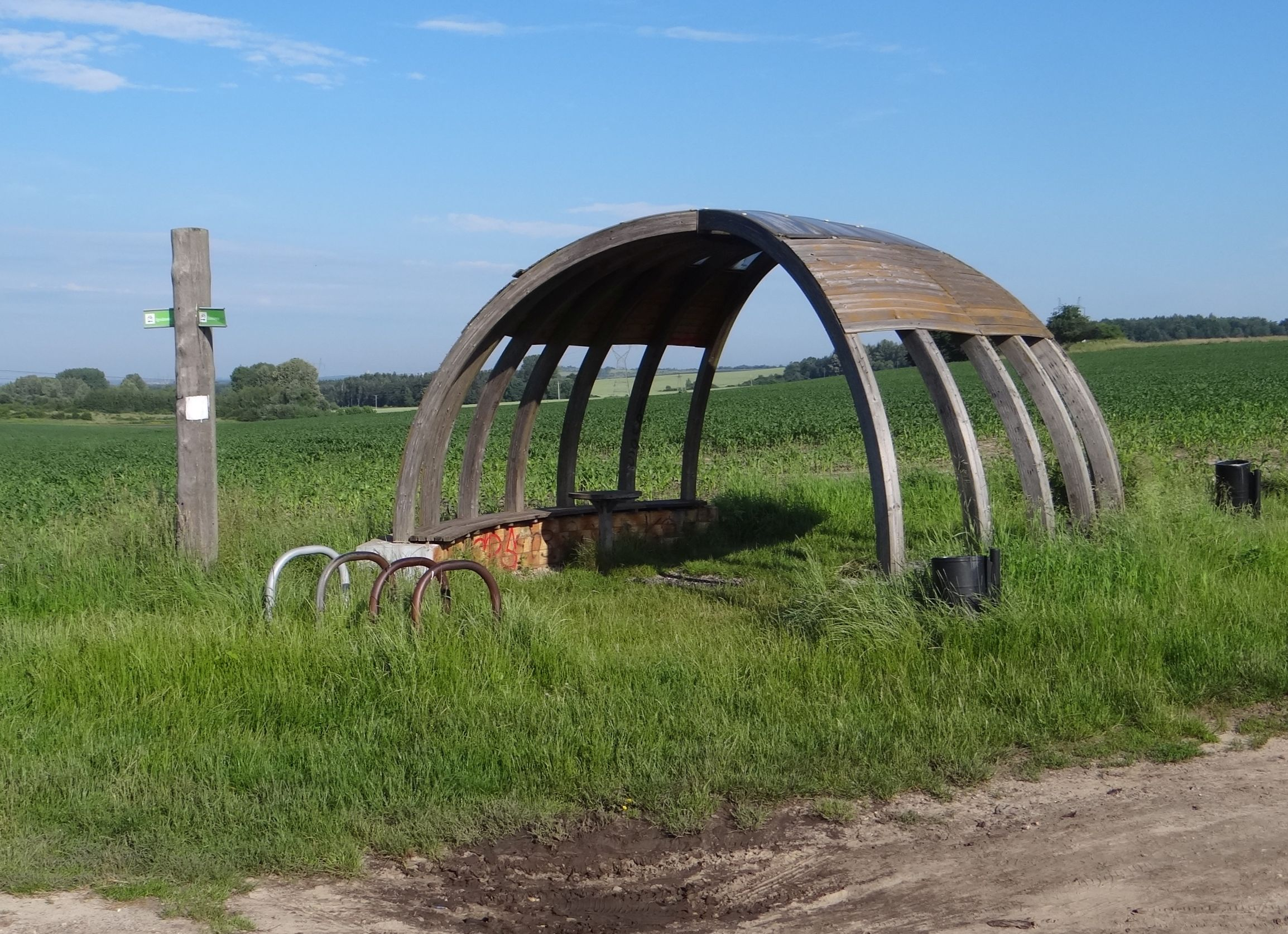

## Drogi wspinaczkowe
1. Zaciątko; IV
2. Lex Steel; VI.3
3. Wielkie łapska Halinki; VI.2
4. Kopalnia odkrywkowa; VI.3+
5. Formalność; V+
6. Depresyjka; IV
7. Podatek odchodowy; VI+
8. Aldi quattro; VI.1
9. Urząd wielkości; VI.2+
10. Droga urzędowa; VI.3
11. Kabin krew; VI.1+
12. Dziki bażant; VI
13. Bażant szlachetny; VI+
14. Wal się ciociu; VI-
15. Motocykliści z Zawiercia; IV+
16. Obok grotki; VI+
17. Zygzak; VI
18. PoTrawa;IV
19. Rzęchowa; VI-
20. Między krzakami; VI+
21. Nie taka Rzęchowa; VI.1
22. AmoNitowa; VI.2
23. Trucizna; VI.5+
24. Nie zapomnij bicza; VI.4+
25. Dobra kaloria; VI.5
26. Projekt otwarty
27. Przy okazji; VI
28. Dziwolągwa; VI.1+
29. Lewelacja; VI.2+
30. Ostatnia okazja; V
31. Ściśle kantuj; VI.2/2+
32. Krótka historia ludzkości; VI.3
33. Koromyslo; VI.2+
34. Aldi w moro; VI.2[1].